# August-Bebel-Platz 2/3 (Weimar)

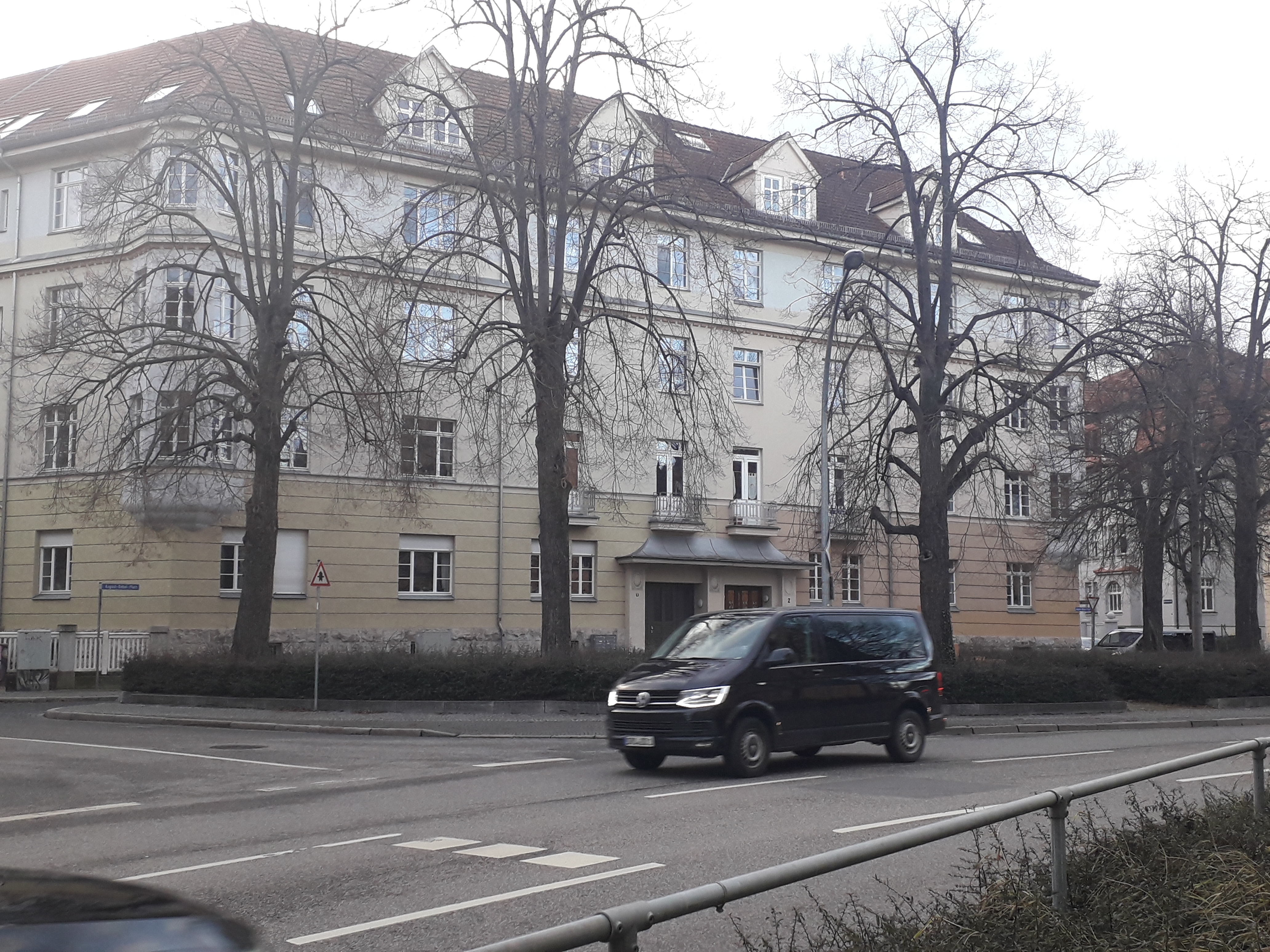
August-Bebel-Platz 2/3

Das Doppelmietshaus August-Bebel-Platz 2/3 in Weimar wurde 1910/11 nach dem Entwurf von Max Stark errichtet. Zur Erbauungszeit hieß der August-Bebel-Platz Bismarckplatz.
Es wurde als Teil von vier Häusern einer umfassenden, einheitlich gestalteten Blockrandbebauung im Reformstil gebaut. Stark trat hier zusammen mit dem Rentier Oskar Straubel auch als Bauherr in Erscheinung. Der viergeschossige Bau an der südwestlichen Seite des August-Bebel-Platzes ist in seiner bauzeitlichen Struktur weitgehend erhalten. Der Architekt Max Stark wohnte im Haus Bismarckplatz 2.